# Sake

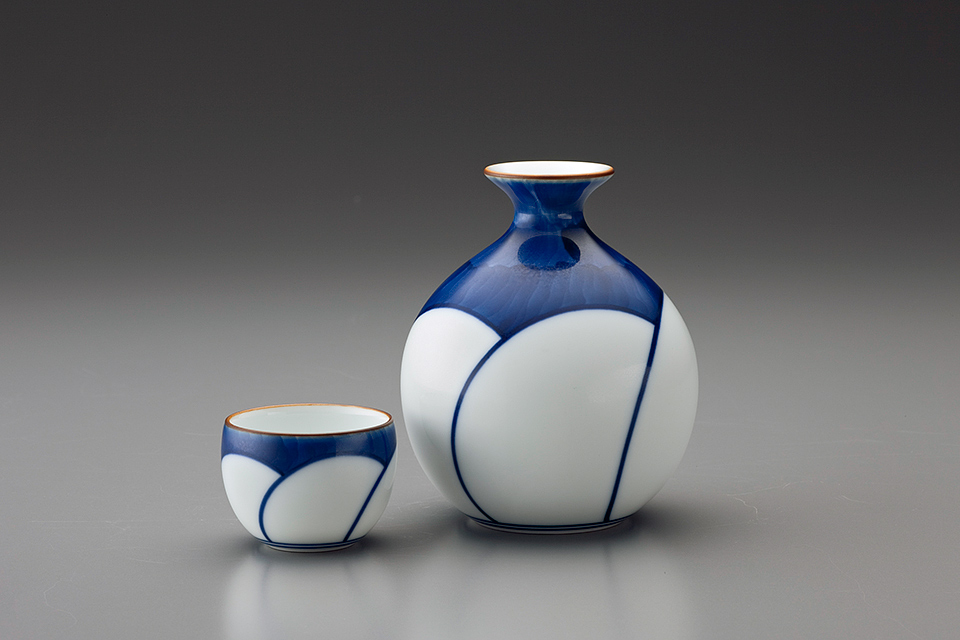
Zestaw do sake według projektu Mori Masahiro Design Studio

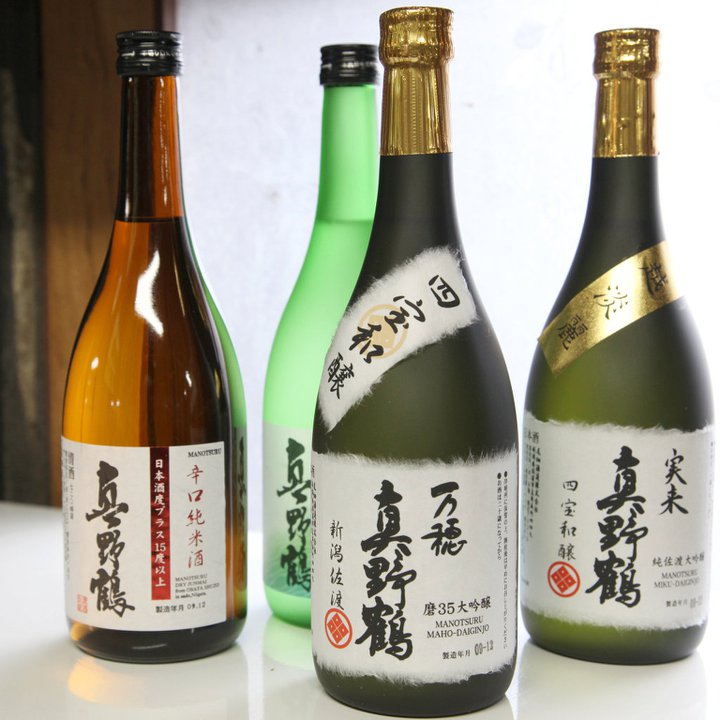
Typowe butelki sake (o pojemności 1,8 l)

Sake (jap. 日本酒 nihon-shu; dosł. "japoński trunek") – tradycyjny japoński napój alkoholowy przygotowywany z ryżu. Powstaje poprzez fermentację ryżu skażonego wcześniej grzybem Aspergillus oryzae. Zawartość alkoholu mieści się w granicach 13–17%. W języku japońskim, słowo sake (酒) odnosić się może do różnych napójów alkoholowych: tych rdzennych, ale także do piwa, whisky, czy wina.

## Nazewnictwo
Choć sake nazywane jest także "winem ryżowym", należy zaznaczyć, że proces jego produkcji różni się od tego który przebiega przy wyrobie wina z winogron. Spotykane jest mylne przekonanie, że sake to japońska wódka. Trunek ten jest jednak produkowany bez procesu destylacji (niezbędnego przy wyrobie wódki, brandy czy whisky). Proces produkcyjny przypomina warzenie piwa z wykorzystaniem drożdży. Sake nie jest zatem ani wódką, ani winem, ani piwem. W porównaniu z winem i piwem, zawiera więcej aminokwasów i peptydów. 
W Japonii samo słowo sake dotyczyć może jakiegokolwiek napoju alkoholowego – tak pochodzenia zagranicznego (piwo, whisky, wino), jak i krajowego. Pełna nazwa napoju określanego w Polsce jako sake to w języku japońskim nihon-shu (日本酒) co znaczy „japoński alkohol”, a także seishu (清酒), czyli „czysty alkohol”. Sposód innych rodzajów lokalnych napojów alkoholowych (酒) wymienić można shōchū (焼酎), umeshu (jap. 梅酒), mirin (味醂) czy wytwarzane na wyspach Riukiu awamori (泡盛).
Chiński znak 酒 jest czytany po japońsku sake, -zake (udźwięcznienie) lub shu. W niektórych złożeniach przybiera postać saka, jak np. sakaya – sklep z alkoholem, sakaba – bar.
Aby uniknąć nieporozumienia w restauracji lub barze warto wiedzieć, że język japoński jest homofoniczny i w przypadku słowa „sake” zachodzi zbieżność fonetyczna, gdyż identycznie wymawia się po japońsku słowo „łosoś”. Inna jest natomiast pisownia znakami kanji. Łosoś jest pisany 鮭. Z tego powodu przy zamawianiu trunku lepiej powiedzieć „o-sake”, dodając przedrostek grzecznościowy „o”, a w przypadku ryby poprosić o „shake” (wym. siake) lub o „sāmon” (od ang. „salmon”).
Sake ofiarowywane bogom w chramach shintō nazywa się o-miki (お神酒, 御神酒), co znaczy „alkohol bogów”, „święta sake”).

## Historia sake

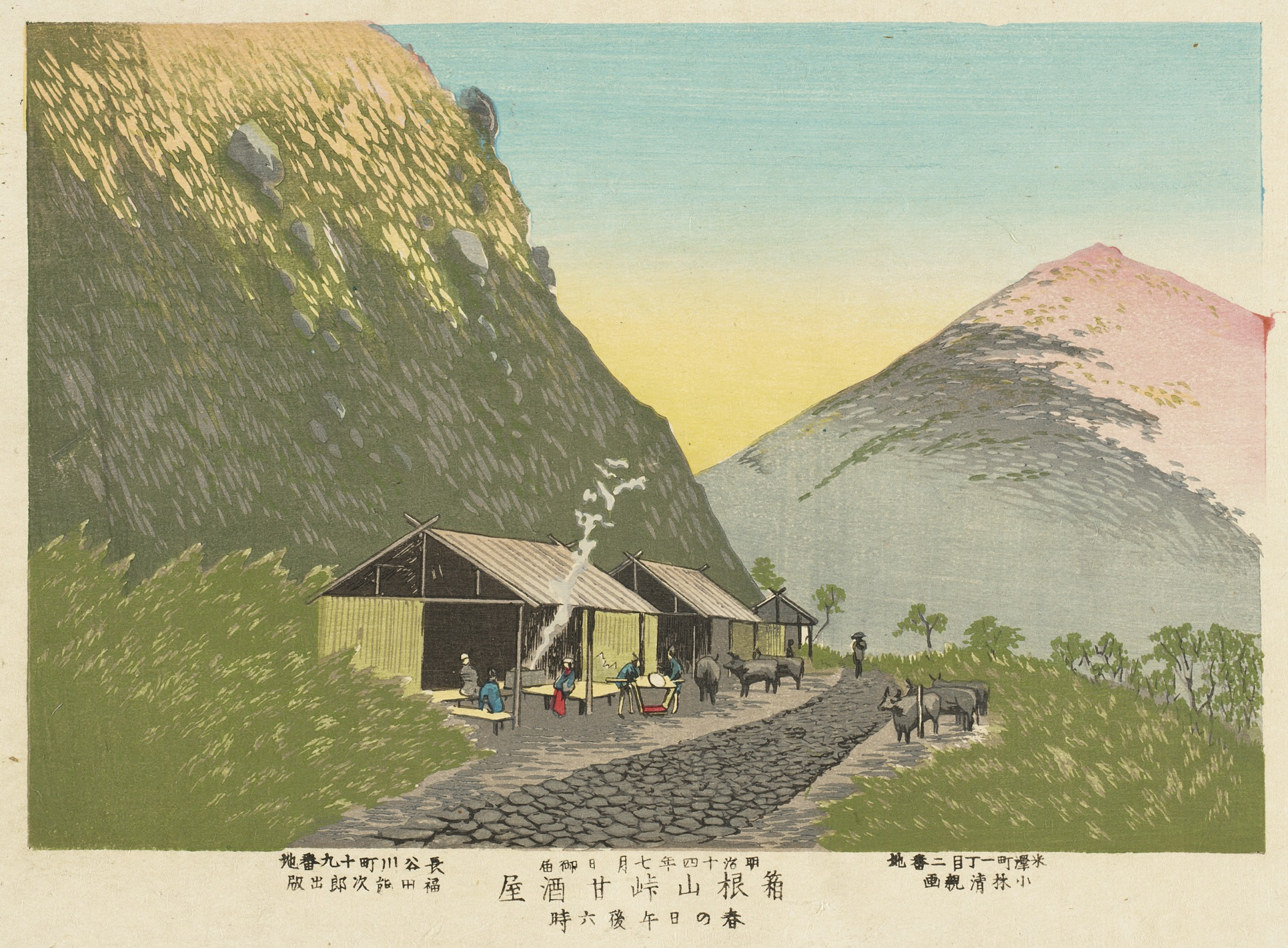
Kiyochika Kobayashi (1847–1915), Zajazd u stóp góry Hakone serwujący ama-zake (słodką sake), 1881

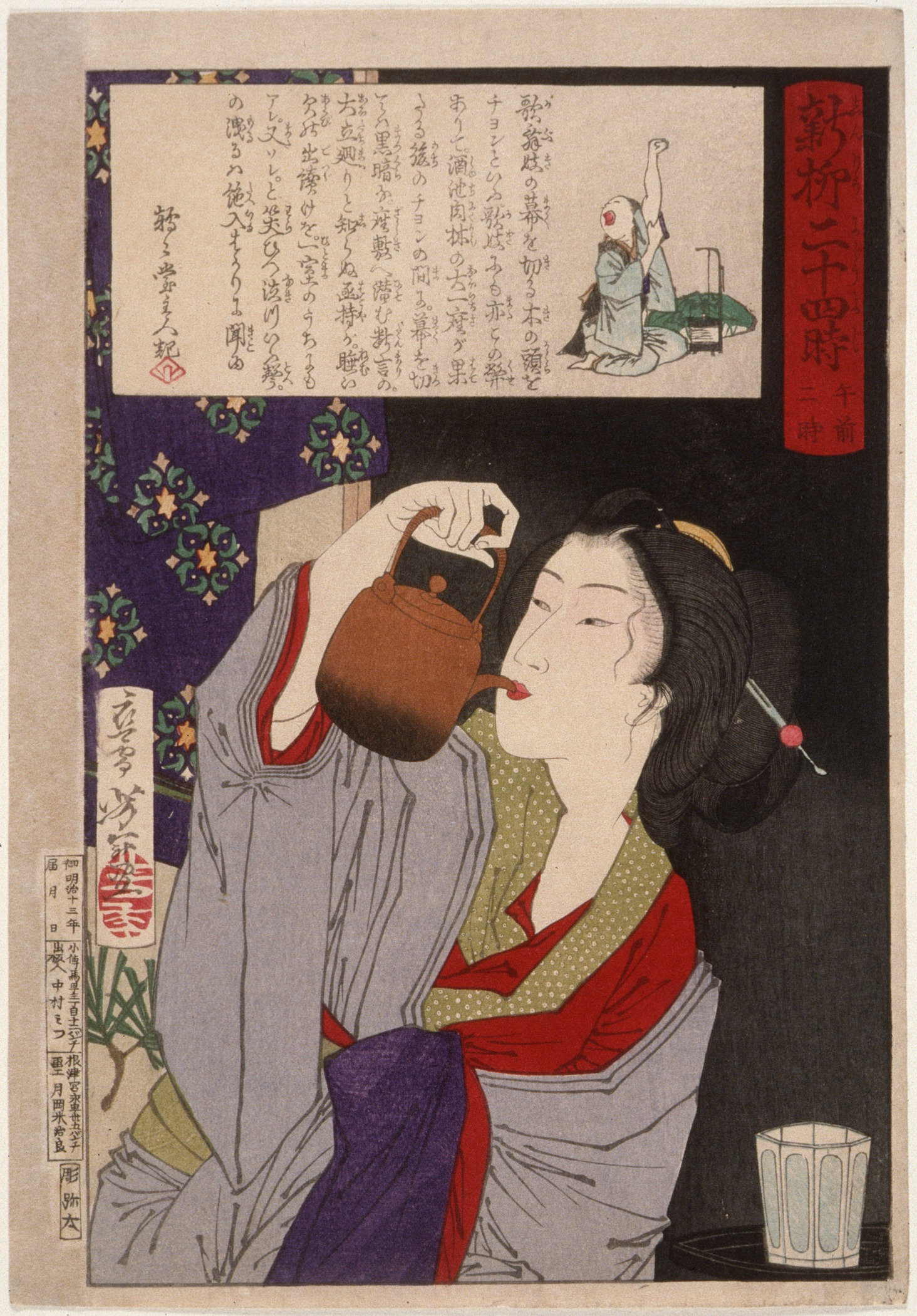
Yoshitoshi Tsukioka (1839–1892), Gejsza pijąca sake z imbryka, 1880

Początki sake nie są dobrze udokumentowane. Uważa się jednak, że napój alkoholowy z ryżu wytwarzano już w okresie Yayoi (300 p.n.e. – 250 n.e.), kiedy uprawa ryżu dotarła z Chin do Japonii. W drugiej połowie okresu Nara (710–794) wypracowano na tyle efektywne metody uprawy ryżu, że pozwalało to także na zwiększenie produkcji sake. Na potrzeby dworskich obrzędów i rytuałów utworzono odrębny urząd cesarski o nazwie Sake-no-Tsukasa (lub Zōshushi, czyli Biuro ds. Sake), odpowiedzialny za wytwarzanie i dostarczanie tego alkoholu dla dworu cesarskiego. Szef tego urzędu nazywał się sake-no-kami.  
W okresie Heian (794–1185) sake była już produkowana w świątyniach buddyjskich i chramach shintō, ale jej wytwarzanie przyjęło się także wśród poddanych. 
Poprzez ciągłe eksperymentowanie i dzięki technikom importowanym z Chin, uzyskano w okresie Heian sake o dużo lepszej jakości, a do roku 1600 udoskonalono cały proces poprzez wprowadzenie parowania ryżu i poddawanie go fermentacji. Pozwoliło to na osiągnięcie zawartości alkoholu zbliżonej do współczesnej. 
Zasadniczą rolę w procesie wytwarzania sake odgrywa grzyb (pleśń) o łacińskiej nazwie Aspergillus oryzae. Jego japońska nazwa to Nihon kōjikabi (日本麹黴), kōjikin lub kikukin (麹菌). W jednych klasyfikacjach jest on traktowany m.in. jako odmiana grzyba należącego do gatunku Aspergillus flavus (pol. Kropidlak żółty), a w innych oba mogą być ekotypami tych samych gatunków, A. oryzae jest zaś rezultatem udomowienia A. flavus. W opisach technologicznych, recepturach i informatorach w języku angielskim używana jest krótka forma kōji (麹). Słowo to oznacza ryż po zakończeniu parowania i skażeniu go zarodnikami tej pleśni. Dokonuje się tego w specjalnych pomieszczeniach, zamkniętych i sterylnych. Ryż jest układany na długich stołach, a doświadczony pracownik potrząsając pojemnikiem, rozsypuje zarodniki pleśni na ryż.  
Ten rodzaj pleśni przydatny w sporządzaniu niektórych potraw i napojów alkoholowych jest znany na Dalekim Wschodzie od bardzo dawna. Pierwszy jej opis zanotowano w 300 roku p.n.e. w chińskiej księdze Zhou li. Natomiast w przypadku Japonii o kōji wspomniano po raz pierwszy (i po raz pierwszy poza Chinami) w 725 roku w raporcie Fudoki („Opisy obyczajów i ziem”) dotyczącym prowincji Harima (obecnie część prefektury Hyōgo). Zastosowanie kōji umożliwiło przemianę skrobi w sacharozę i zastąpiło dawny proces przeżuwania ryżu. 
Pierwsze wytwórnie pojawiły się w okresie Muromachi-Ashikaga (1333–1573), co pozwoliło władzom siogunatu na uzyskiwanie dochodów, dzięki wprowadzonym podatkom od produkcji tego trunku. Dobrze prosperującym przemysłem wytwórczość sake stała się dopiero jednak w okresie Edo (1603–1868). To wówczas opracowano metodę dodawania destylowanego alkoholu do sake w celu uzyskiwania odpowiedniego smaku i ochrony przed pogorszeniem jakości.
W drugiej połowie XVI wieku zaczęto polerowanie ziarna ryżowego, wyciskanie sfermentowanego zacieru (aby oddzielić sake) oraz wynaleziono proces hi-ire czyli pasteryzacji w temperaturze ok. 65 °C. Wypracowano także technikę produkcji dużych drewnianych kadzi umożliwiających wytwarzanie i gromadzenie dużych ilości sake w jednym czasie.
W okresie restauracji Meiji (w II połowie XIX w.) zostały ustanowione prawa pozwalające na założenie wytwórni sake każdemu, kto ma wystarczającą ilość wiedzy i pieniędzy. W ciągu jednego roku powstało 30 tysięcy takich wytwórni w całej Japonii. Liczba ta zmalała jednak do 8 tysięcy, kiedy rząd zaczął podwyższać podatki. Przetrwały głównie przedsiębiorstwa bogatych właścicieli. Niektóre z nich istnieją do dziś, np. Gekkeikan (powstałe w 1637 r.). Za najstarsze uważa się Sudo Honke Inc. należące do rodziny Sudō, która uprawia ryż i wytwarza sake od 55 pokoleń, czyli ponad 850 lat. Jego początek datuje się na rok 1141. Mieści się ono w miejscowości Obara, w prefekturze Ibaraki. Niektóre źródła podają, że starszą o kilkadziesiąt lat jest wytwórnia Imanishi Shuzō w Nara, ale jednocześnie zastrzegają, że nie ma na to pisanych dowodów.

## Instytucje odpowiedzialne za produkcję i dystrybucję sake

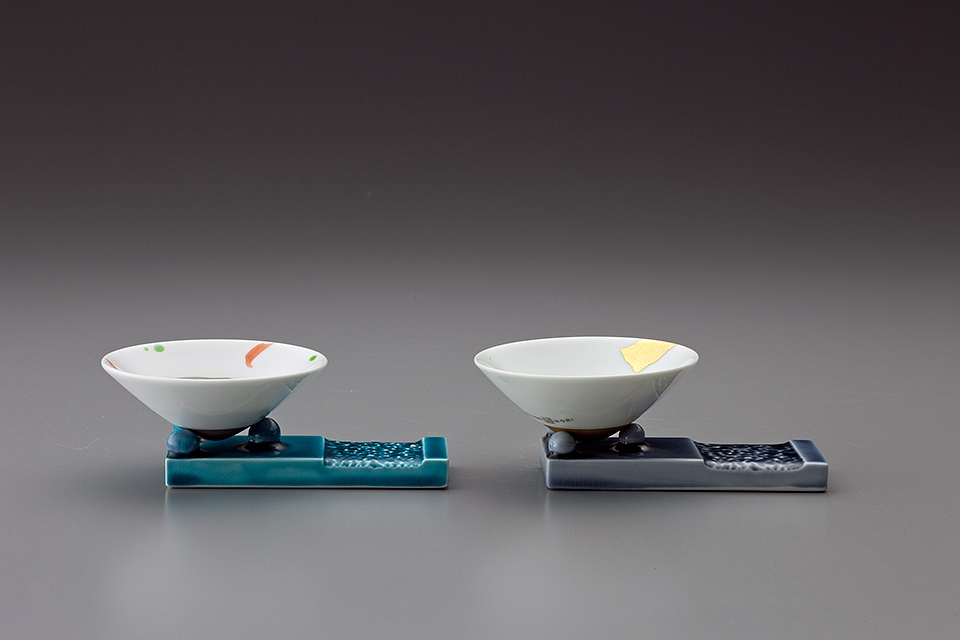
Sakazuki, według projektu Mori Masahiro Design Studio

W roku 1904 rząd japoński założył instytut Shurui Sōgō-kenkyūsho (酒類総合研究所, National Research Institute of Brewing – NRIB) z siedzibą w Tokio, podległy Ministerstwu Finansów. Prowadzi on badania naukowe dotyczące sake i opracowuje nowe techniki i technologie produkcji.  
Instytucją zajmującą się obrotem sake jest utworzone w 1953 roku stowarzyszenie o nazwie Nippon Shuzō Kumiai Chūōkai (日本酒造組合中央会, Japan Sake and Shochu Makers Association) z siedzibą w Hiroszimie. Stowarzyszenie to zabezpiecza dochody dla rządowego budżetu, pochodzące z podatku monopolowego oraz zapewnia bezpieczeństwo i ochronę transakcji handlowych alkoholem.
Pod auspicjami obu tych instytucji odbywa się wiele imprez i kampanii promujących sake i tradycje Japonii. Od 1911 roku organizowane są coroczne konkursy. Wytwórnie nagradzane są  za osiągnięcia w udoskonalaniu metod produkcji, poprawie jakości trunku i pobudzaniu zainteresowania społeczeństwa.

## Główne surowce do wytwarzania sake
Oprócz wymienionych powyżej pleśni kōji i mieszanki drożdżowej shubo, do produkcji sake konieczny jest odpowiedni rodzaj ryżu i wysokiej jakości woda.
Ryż wykorzystywany do produkcji sake należy do niekleistych gatunków typu Oryza sativa japonica. Spośród 270 gatunków uprawianych w Japonii jest wiele, które nadają się do produkcji tego alkoholu. Ich ziarna są duże, ale o małej zawartości protein. Ten rodzaj ryżu ma wiele odmian klasyfikowanych według sposobu uprawy oraz jej regionu. Ogólna nazwa takiego ryżu to sakamai (także shumai, sakegome 酒米), czyli „ryż na sake”. Jest on droższy, gdyż rośnie tylko na określonych obszarach i wymaga kompleksowej techniki kultywacji. Obecnie panuje tendencja do tworzenia nowych odmian oraz reaktywowania uprawianych dawniej. W 2010 roku było co najmniej 95 różnych typów ryżu przeznaczonego do produkcji sake. Ponad 60% zbiorów dostarczyły w latach 2004 i 2005 odmiany o nazwach yamadanishiki i gohyakumangoku uprawiane głównie w prefekturach Hyōgo i Niigata.
Woda i jej jakość to drugi ważny element w produkcji sake, ponieważ zawartość minerałów wpływa na smak tego trunku. Idealna jest woda półtwarda, gdyż ma mniejszą zawartość żelaza i manganu. Ze względu na to, że roczne opady atmosferyczne w Japonii wynoszą ok. 1500 mm, a wysokiej jakości wody gruntowe występują obficie na terenie całego kraju, wysokiej jakości sake może być produkowana w prawie każdym regionie.

## Proces produkcji

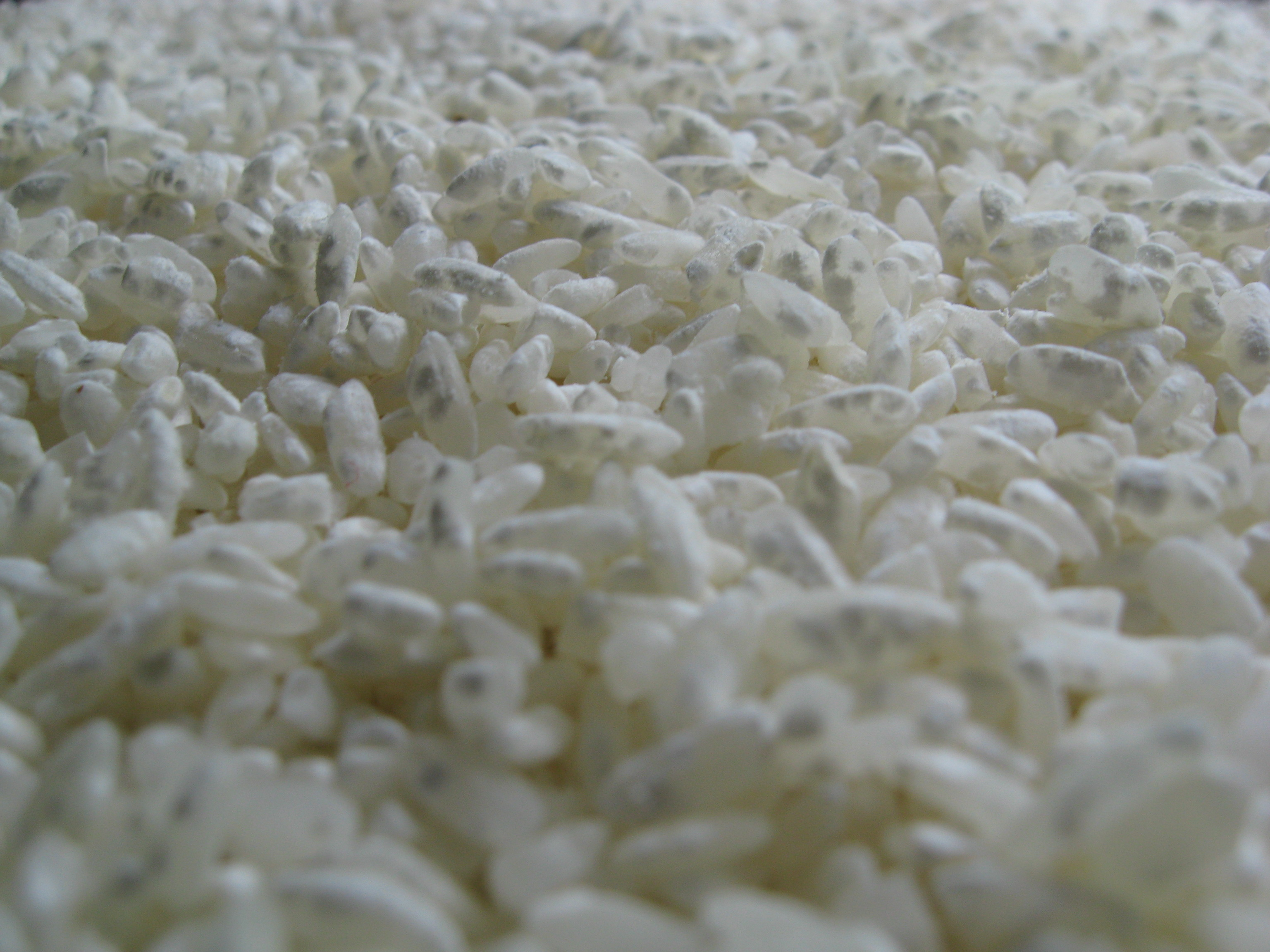
Kōji, czyli ryż skażony pleśnią

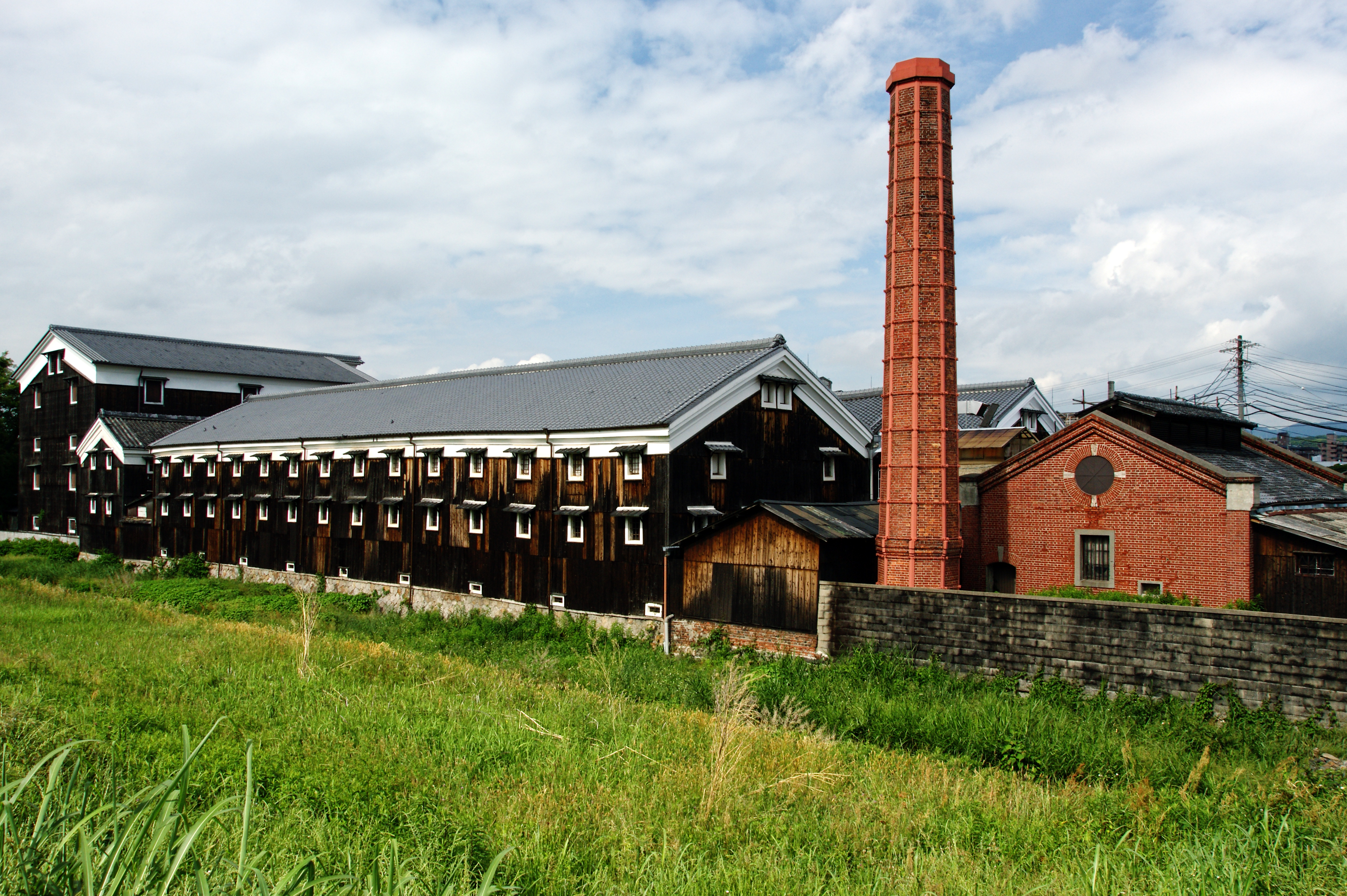
Wytwórnia sake Matsumoto w Kioto

Wytwarzanie sake wymaga wiedzy, dokładności i cierpliwości. W zależności od wielkości wytwórni, jej tradycji i specjalizacji poszczególne etapy i sprzęt do produkcji różnią się. W małych, starych – liczących często ponad 400 lat – zakładach dominuje praca ręczna, tradycyjne metody, stosuje się drewniane naczynia i urządzenia. Cały proces jest kontrolowany przez szefa produkcji tōji (杜氏). W nowoczesnych wytwórniach o dużej skali produkcji panuje współczesna technika, a procedury są sterowane komputerami.
Przed VIII wiekiem, z ryżu sporządzano trunek, który nazywano hitoyo-zake (一夜酒, „sake jednej nocy”). Ugotowany ryż lub kleik ryżowy pozostawiano na noc do naturalnej fermentacji. Pewien rodzaj tego trunku znany był jako kuchikami-sake (口噛み酒, dosł. przeżuwana sake). Wiersz umieszczony w antologii poezji pt. Man’yōshū z VIII wieku sugeruje, że odpowiedzialnymi za żucie ugotowanego ryżu były dziewice. W rezultacie amylaza ślinowa rozkładała skrobię w ziarnie na cukry proste. Tak przeżuta mikstura fermentowała, tworząc łagodny alkohol. Istnienie tej metody sporządzania alkoholu jest wspomniane w odnoszących się do starożytności zapisach historycznych z okresu Edo (1603–1867). Na Okinawie i niektórych wyspach Pacyfiku odnotowano ten sposób produkcji jeszcze na początku XX wieku.
Obecnie główne etapy produkcji są następujące:
- polerowanie ryżu w specjalnych maszynach. Stopień spolerowania zależy od rodzaju sake, jaki ma się uzyskać. Zazwyczaj jest to ok. 30%, a dla sake typu ginjō 40% lub więcej;
- mycie i moczenie ryżu, aby wchłonął określoną ilość wody. Czynność ta jest kontrolowana co do sekund;
- parowanie ryżu, trwa około godziny;
- schładzanie ryżu;
- przenoszenie ryżu w płóciennych płachtach do wyłożonego drewnem pomieszczenia (kōji-muro), o kształcie wydłużonego prostokąta, szczelnie izolowanego i ze specjalną, regulowaną  wentylacją w suficie. W pomieszczeniu tym panuje temperatura ok. 36 °C i wilgotność od 50% do 80%. Ryż jest równo rozkładany na długich stołach;
- tōji, czyli mistrz odpowiedzialny za efekt finalny, rozsiewa zarodniki pleśni Aspergillus oryzae (kōjikin) nad ryżem, który jest pozostawiany na 24 godziny, aby pleśń mogła się rozwinąć. Oprócz bardzo wysokich umiejętności i wiedzy dotyczących technologii produkcji mistrz musi posiadać cechy przywódcze oraz umiejętności sprawiedliwego oceniania i kierowania pracą zespołową, a także rozwijania kwalifikacji pracowników (kurabito). Praca ich wszystkich miała w przeszłości charakter sezonowy. Sake była wytwarzana głównie zimą i była to szansa pracy dla rolników, rybaków i robotników leśnych w sezonie dla nich bez zajęcia[30];
- przekładanie następnego dnia ryżu skażonego pleśnią (nazywa się teraz kōji) do tac z rantami, mieszanie w ściśle określony sposób, aby grzyb miał równy dostęp do każdego ziarna;
- po trzech dniach kōji jest zabierane z kōji-muro i przesypywane do kadzi, do których – w celu doprowadzenia do fermentacji – dodaje się starter drożdżowy zwany shubo (酒母 dosł. „matka sake”), parowany ryż i wodę w ilościach i w częstotliwości stosownej dla poszczególnych rodzajów sake;
- fermentująca mieszanka to zacier moromi. Proces, który zachodzi, nazywa się wielokrotną fermentacją równoległą, gdyż skrobia zamienia się w cukier, a cukier w alkohol w tym samym zbiorniku. Proces te trwa około 20-40 dni w zależności od rodzaju sake;
- wyciskanie, czyli oddzielanie płynnego alkoholu od części stałych zacieru moromi. Jest on umieszczany w płóciennych workach i wyciskany prasą;
- filtrowanie, pasteryzowanie, dojrzewanie[31][32].

Sake jest rozlewana i sprzedawana w: butelkach i puszkach o różnej pojemności, beczkach (18, 36, 72 l), kartonowych pudełkach (także do sprzedaży w ulicznych automatach).
Wytwórnia sake po japońsku nazywa się kuramoto (蔵元 lub 倉本), sakagura (酒蔵 lub 酒倉) lub krótko kura (蔵 lub 倉). Główny specjalista produkcji – tōji (杜氏), a pracownik – kurabito (藏人). 

### Sposoby wytwarzania startera drożdżowego

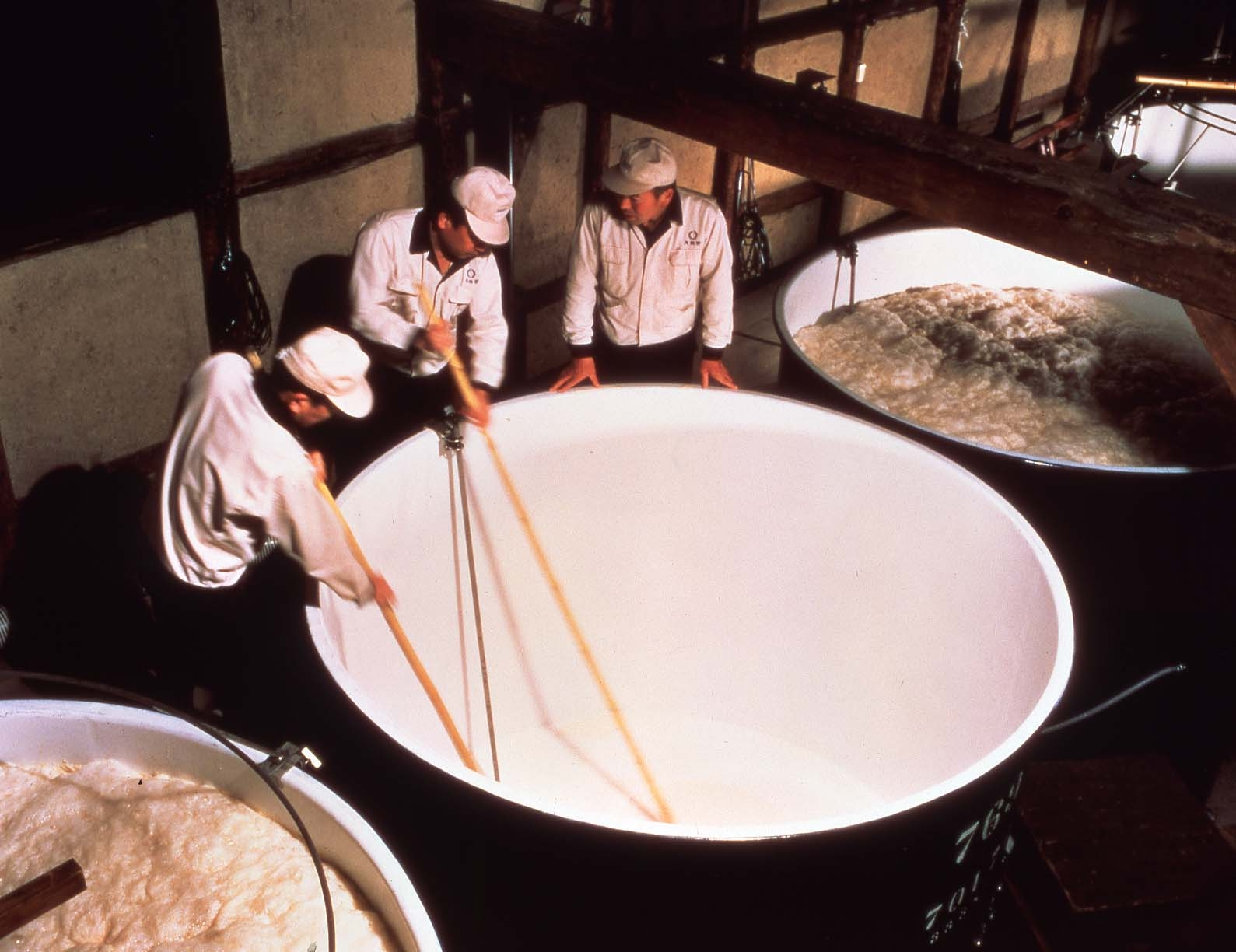
Moromi (zacier)

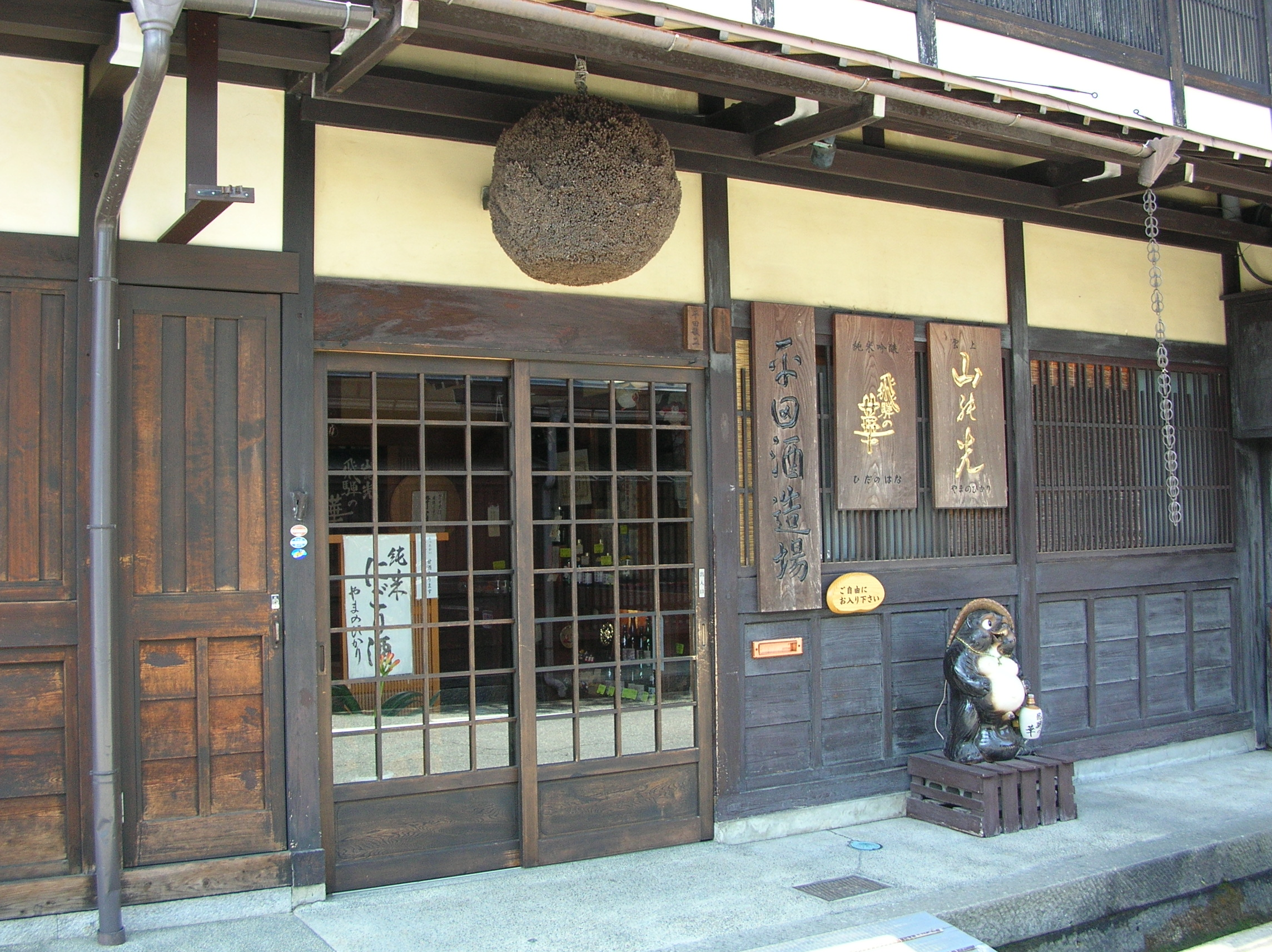
Sugitama (także: sugidama, sakabayashi) – kula wykonana z gałązek cedru japońskiego (sugi), tradycyjnie zawieszana pod okapem wejścia do wytwórni sake; po prawej tanuki z butelką, która reprezentuje: cnotę, zaletę, wartość

Do produkcji niezbędna jest mieszanka drożdżowa, czyli starter drożdżowy zwany shubo (酒母 dosł. „matka sake”) lub moto (酛 dosł. „baza”, „źródło”). Istnieje kilka sposobów jego sporządzania:
- kimoto (生酛) – nazwa zarówno startera, jak i tradycyjnego sposobu przyrządzania, stosowanego od ponad 300 lat, współcześnie rzadkiego. Mieszanka drożdżowa jest ręcznie ugniatana, aż przybierze formę pasty;
- yamahai-moto (山廃酛), skrót od yama-oroshi-haishi-moto (山卸廃止酛) – sposób wprowadzony na początku XX wieku. Z użyciem drożdży, bez tworzenia zacieru, przez miesiąc mieszankę drożdżową pozostawia się do zakwaszenia. Tę metodę początkowo opracowano, aby przyspieszyć produkcję. Dziś jednak jest stosowana w celu uzyskania wyższego poziomu kwasowości oraz złożonego smaku[35];
- sokujō-moto (速醸酛) – nowoczesna metoda, wynaleziona około 1900 roku, przyspieszająca produkcję, polegająca na dodawaniu do mieszanki drożdżowej małej ilości kwasu mlekowego. Tak produkowana sake ma zazwyczaj lżejszy smak, niż te wytworzone metodami kimoto lub yamahai[36];
- kōontōka (高温糖化) – scukrzanie przy wysokiej temperaturze, przyśpieszona wersja metody sokujō;
- bodai-moto[37] (菩提酛) – dawna metoda wytwarzania, którą znów zaczęto stosować. Została wynaleziona przez mnicha świątyni Shōryaku-ji w Nara. Umożliwia ona naturalne powstanie kwasu mlekowego w mieszance drożdżowej.

Tak przygotowana mieszanka czyli moto (酛) jest przechowywana w temperaturze około 5-10 °C, co pozwala na uzyskanie w niej dużej ilości mikroorganizmów kwasu mlekowego. Następnie dodaje się w odpowiednich ilościach ryż sparowany, kōji (czyli ryż skażony pleśnią) i wodę. Ta mieszanka-zacier nazywa się wówczas moromi (醪 lub 諸味).

### Kategorie sake według sposobu wytwarzania
Aby wytworzyć różne rodzaje sake, tuż przed wyciśnięciem sake dodaje się (lub nie) alkohol. Zależnie od tego, czy jest dodany i w jakiej ilości, wyróżniamy kategorie:
- sanzō-shu (三増酒), skrót od sanbai-zōjō-seishu (三倍増醸清酒), „potrójna” sake lub „potrójnie rozszerzana”. Nazwa powstała w czasie II wojny światowej, gdy w wyniku niedoboru ryżu opracowano metodę „potrajania” ilości produkowanego trunku z tej samej ilości ryżu poprzez dodawanie wody, alkoholu i innych składników. Dziś nazwą tą określa się sake niższej jakości, z dużą ilością dodanego alkoholu i dodatków;
- futsū-shu (普通酒), zwykła sake. Znana również jako podstawowa lub stołowa;
- tokutei-meishō-shu (特定名称酒), sake specjalnego oznaczenia, najlepszej jakości.

Po wyciśnięciu sake jest filtrowana, a następnie zostaje poddana pasteryzacji. Są jednak wyjątki:
- hon-nama sake – niepasteryzowana;
- nama-chozō-shu – pasteryzowana tylko jeden raz przed butelkowaniem. Schłodzona ma orzeźwiający posmak, łagodny aromat i umiarkowaną słodycz. Pasuje do sashimi z białych ryb, ryb przygotowywanych na parze i carpaccio[39];
- nama-zume-shu – pasteryzowana tylko jeden raz, zaraz po wyciśnięciu, pomijana jest druga pasteryzacja (przed butelkowaniem). Podobnie jak w ogóle niepasteryzowana nama-sake zachowuje typową świeżość, ale w wyniku jednokrotnej pasteryzacji, nie ulega niekorzystnym zmianom biochemicznym podczas transportu i dystrybucji[40].

## Klasyfikacja sake

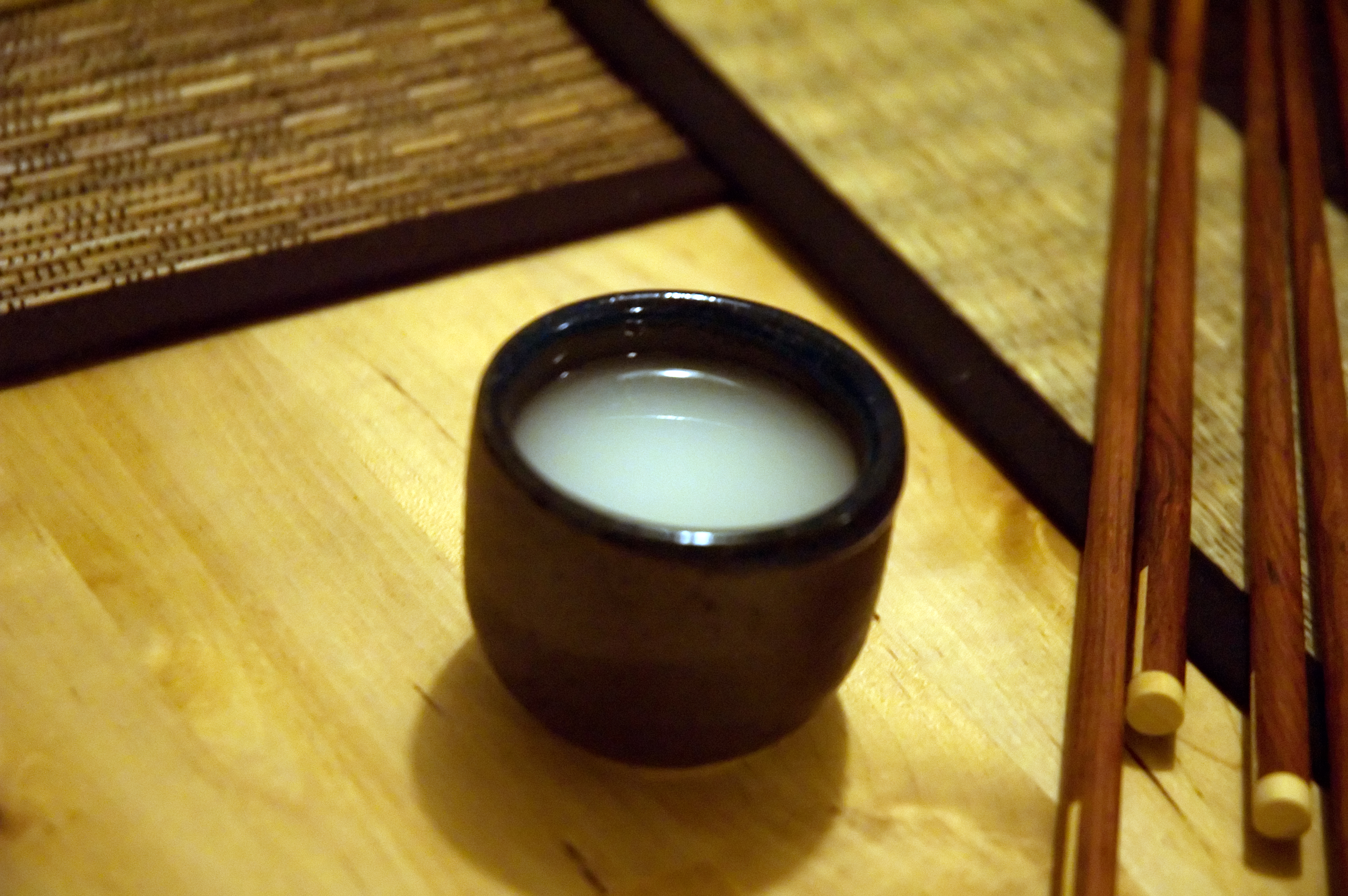
O-choko napełnione niefiltrowaną nigori-zake

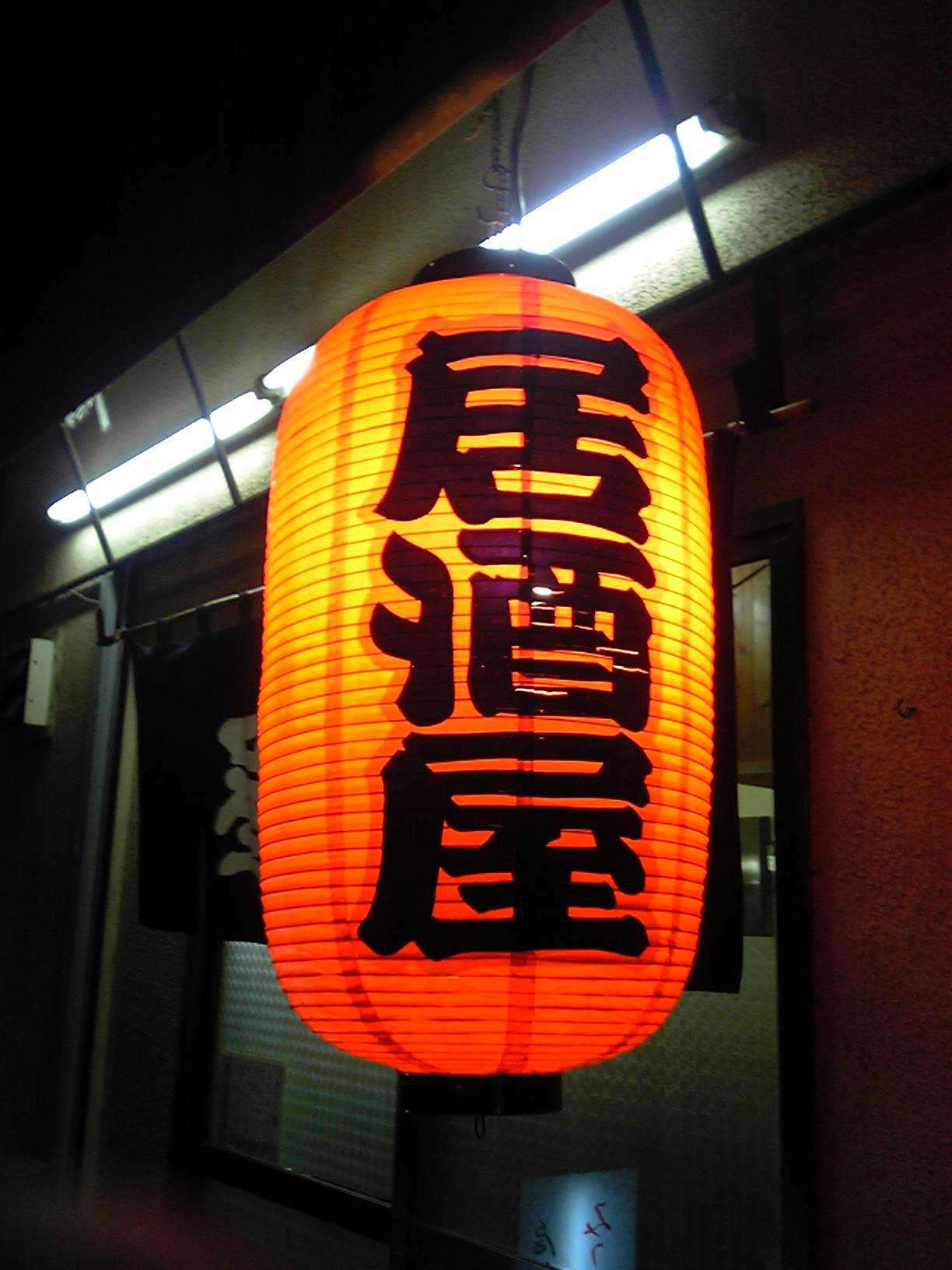
Lampion przed barem izakaya

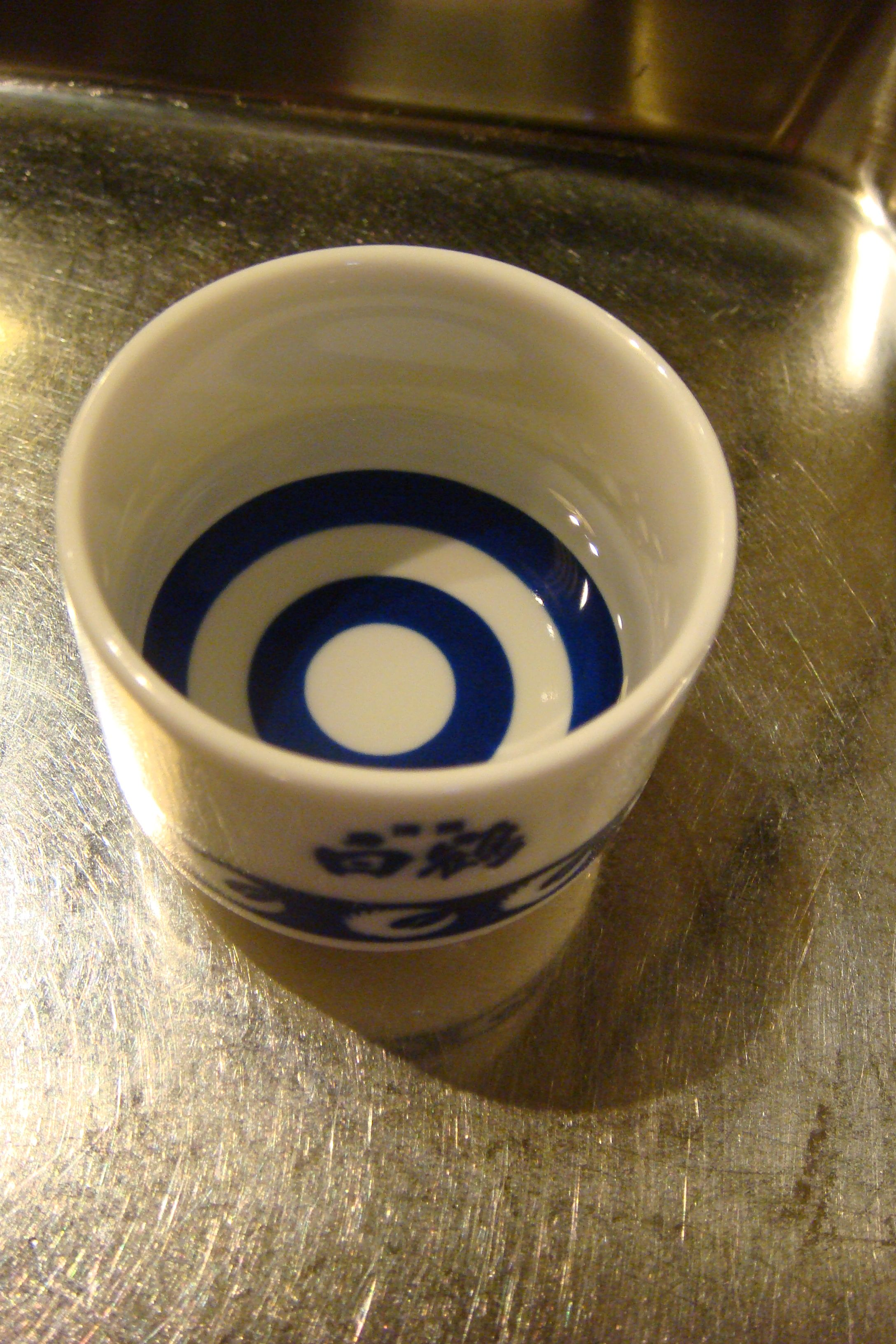
Kiki-choko ze specjalnym wzorem ułatwiającym degustatorom ocenę koloru, klarowności i czystości sake

Ze względu na dużą ilość wytwórni sake (w 2008 roku było ich 1329) oraz produkowanych przez każdą z nich wielu rodzajów tego alkoholu i dziesiątków ich odmian będących rezultatem regionalnych tradycji (niektóre wytwórnie mają po 400 lat), zwyczajów i doświadczeń, pełna klasyfikacja jest niemożliwa. Przyjmuje się różne kryteria, ale i tak ostateczny wynik pozostanie zaledwie powierzchownym ułatwieniem w zorientowaniu się w skali trudności ogólnej oceny.
Najbardziej odróżniane są sake pochodzące z masowej produkcji od sake wysokiej jakości. Do sake produkowanej masowo dodaje się dużą ilość alkoholu. Pośród tej grupy bardzo znana jest potrójna sake. Spożywa się ją często na gorąco, a nazwa pochodzi od sposobu jej wytwarzania. Dodaje się do niej bowiem glukozę, alkohol oraz wodę, aby uzyskać trzykrotnie większą ilość sake. Około 75% rodzajów nie odpowiada standardom najwyższej klasy, dlatego oznacza się je jako trzykrotnie „powiększane” (sanzō-shu 三増酒) lub zwykłe (futsū-shu 普通酒). Nie oznacza to jednak, że nie smakują one dobrze.
Sake najlepszej jakości, znane jako „specjalnego oznaczenia” (tokutei-meishō-shu 特定名称酒) stanowią 25% rynku.
Poniżej wymieniona klasyfikacja sake określona została przez rząd japoński. Poniżej niektóre z nich:
- honjōzō-shu (本醸造酒) – sake wytwarzana z ryżu, spolerowanego tak, że usunięto co najmniej 30% zewnętrznej części ziarna. Zawiera niewielki dodatek destylowanego alkoholu w celu wzmocnienia smaku i aromatu, delikatnie pachnąca, łatwa do picia;
- tokubetsu-honjōzō-shu (特別本醸造酒) – z dodatkiem destylowanego alkoholu, według specjalnej procedury, wyjątkowy smak i zapach;
- ginjō-shu (吟醸酒) – sake wytwarzana z ryżu silnie spolerowanego tak, że usunięto co najmniej 40% zewnętrznej części ziarna. Wytwarzana pracochłonnymi metodami, przy pomocy tradycyjnych narzędzi i metod. Poddawana fermentacji w niższych temperaturach przez dłuższy czas. Trunek oferowany w wersjach z dodatkiem destylowanego alkoholu (wówczas na naklejce zamieszczany jest napis ginjō-shu 吟醸酒) lub bez dodatku (figuruje napis junmai-ginjō-shu 純米吟醸酒). W wyniku umiejętnej produkcji, może mieć aromat różnego rodzaju owoców, silniejszy niż inne rodzaje. Ten rodzaj sake posiada odmienne charakterystyki w zależności od producenta;
- daiginjō-shu (大吟醸酒) – wyjątkowa ginjō-shu wytwarzana z ryżu spolerowanego tak, że usunięto co najmniej 50% zewnętrznej części ziarna. Wytwarzana wyjątkowo precyzyjnymi i pracochłonnymi metodami. Trunek oferowany w wersjach z dodatkiem destylowanego alkoholu lub bez dodatku. Są to najlepsze i najdroższe rodzaje sake;
- junmai-ginjō-shu (純米吟醸酒) – wytwarzana tradycyjnymi narzędziami i metodami o dużej pracochłonności, przy użyciu wysoko spolerowanego ryżu i fermentacji w niższych temperaturach przez dłuższy czas. Lekka, o smaku owocowym;
- junmai-daiginjō-shu (純米大吟醸酒) – uważana za sake najwyższej klasy. Najlepsze produkty w tej klasie łączą wyrafinowany smak z odpowiednią kwasowością, smakiem i zapachem.
- junmai-shu (純米酒) – tak zwana „czysta sake” wytwarzana bez dodatku destylowanego alkoholu lub cukru. Niegdyś ryż musiał być spolerowany tak, aby usunąć co najmniej 30% zewnętrznej części ziarna. Obecnie nie ma takiego wymogu, ale stosuje się także spolerowanie do 70%. Stopień usuniętej części musi być umieszczony na etykiecie. Ma bogaty smak i aromat. Istnieje także odmiana tokubetsu-junmai-shu (特別純米酒), czyli specjalna, która jest produkowana właśnie z ryżu o wysokim stopniu spolerowania i z wyjątkowych odmian ryżu[43][44].

Trzy z powyższych rodzajów sake, a mianowicie: honjōzō-shu, ginjō-shu, junmai-shu, są definiowane jako wysokiej jakości. Wobec nich stosowana jest szczegółowa klasyfikacja i przepisy dotyczące procesu produkcji.
Najczęściej spotykana sake jest płynem bezbarwnym, lekko słomkowym, ale są rodzaje o barwie bursztynu. Jednak istnieją także odmiany nierafinowane, zawiesiste (ang. „cloudy”) nigori-zake (濁り酒). Wśród bezbarwnych wyróżnia się rodzaje wytrawne (karakuchi 辛口) i słodkie (amakuchi 甘口). 
- Kuroshu, kuro-zake (黒酒, czarna sake), wytworzona bez pasteryzacji, według dawnych metod dających głęboki smak, służy m.in. jako element wzbogacający smak przypraw, sosów i potraw, także jako ofiara składana bogom.
- Koshu (古酒), „stara sake”, stary rocznik, dojrzewająca, leżakowana sake[46]. Ten specjalnie przygotowany gatunek sake jest poddawany 10-letniemu leżakowaniu, do którego większość sake się nie nadaje. Po tak długim czasie przyjmuje ona żółty kolor oraz słodszy smak.
- Taru-zake (樽酒), sake transportowana i sprzedawana w beczkach z drewna kryptomerii japońskiej (sugi 杉). Także sprzedawana w butelkach po okresie przechowywania w beczkach. Zapach drewna przenika do alkoholu, nadając mu szczególnego charakteru. W dawnych czasach beczki były używane do transportu sake drogą morską z regionów, gdzie ją wytwarzano, na chłonny rynek do Edo (obecne Tokio). Z tego powodu taru-zake stało się synonimem sake w tym mieście. Generalnie uważa się, że najlepiej smakuje pita na zimno, ale także zgodnie z preferencjami pijących. W przypadku picia na ciepło sugerowana jest temperatura 40-45 °C[47][48].
- Seishu (清酒), rafinowana sake, oficjalna nazwa sake w Japonii. Nie należą do niej nigori-zake i doburoku (濁酒).
- Shiboritate-nama-genshu (搾立て生原酒), świeżo wyciśnięta sake.
- Nama-zake (生酒), niepasteryzowana sake.
- Genshu (原酒), sake nierozcieńczana wodą po wyciskaniu lub taka, do której dodano nieznaczną ilość wody, na tyle, aby zredukować zawartość alkoholu o mniej niż 1%. Dokonywanie tego rodzaju małych korekt jest dozwolone. W większości wypadków zawartość alkoholu w genshu wynosi 18-21%[49].
- Ama-zake (甘酒), dosł. „słodka sake”, ale jest to odmiennie traktowany, tradycyjny, słodki napój (drink) ze sfermentowanego ryżu o niskiej zawartości alkoholu[50].
- Doburoku, dakushu, jokushu (濁酒), nierafinowana sake, także domowej roboty[51].
- Jizake (地酒), sake pochodząca z lokalnego browaru[52].

## Sposoby podania[53]

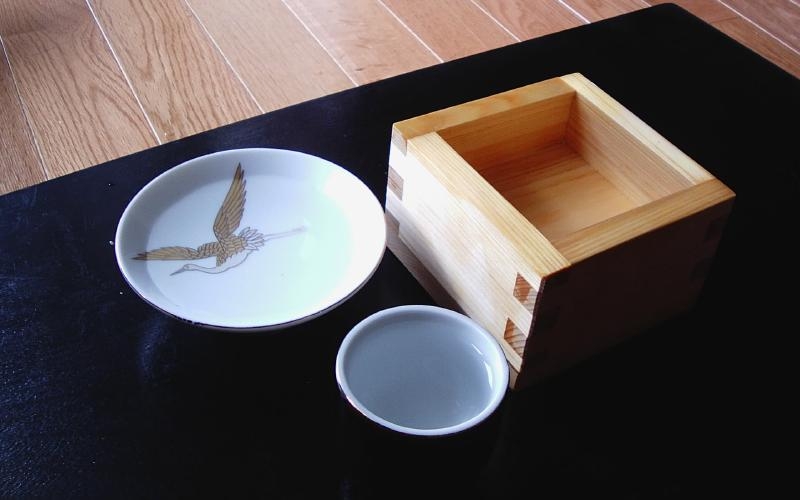
Naczynia do sake od lewej: sakazuki, o-choko, masu

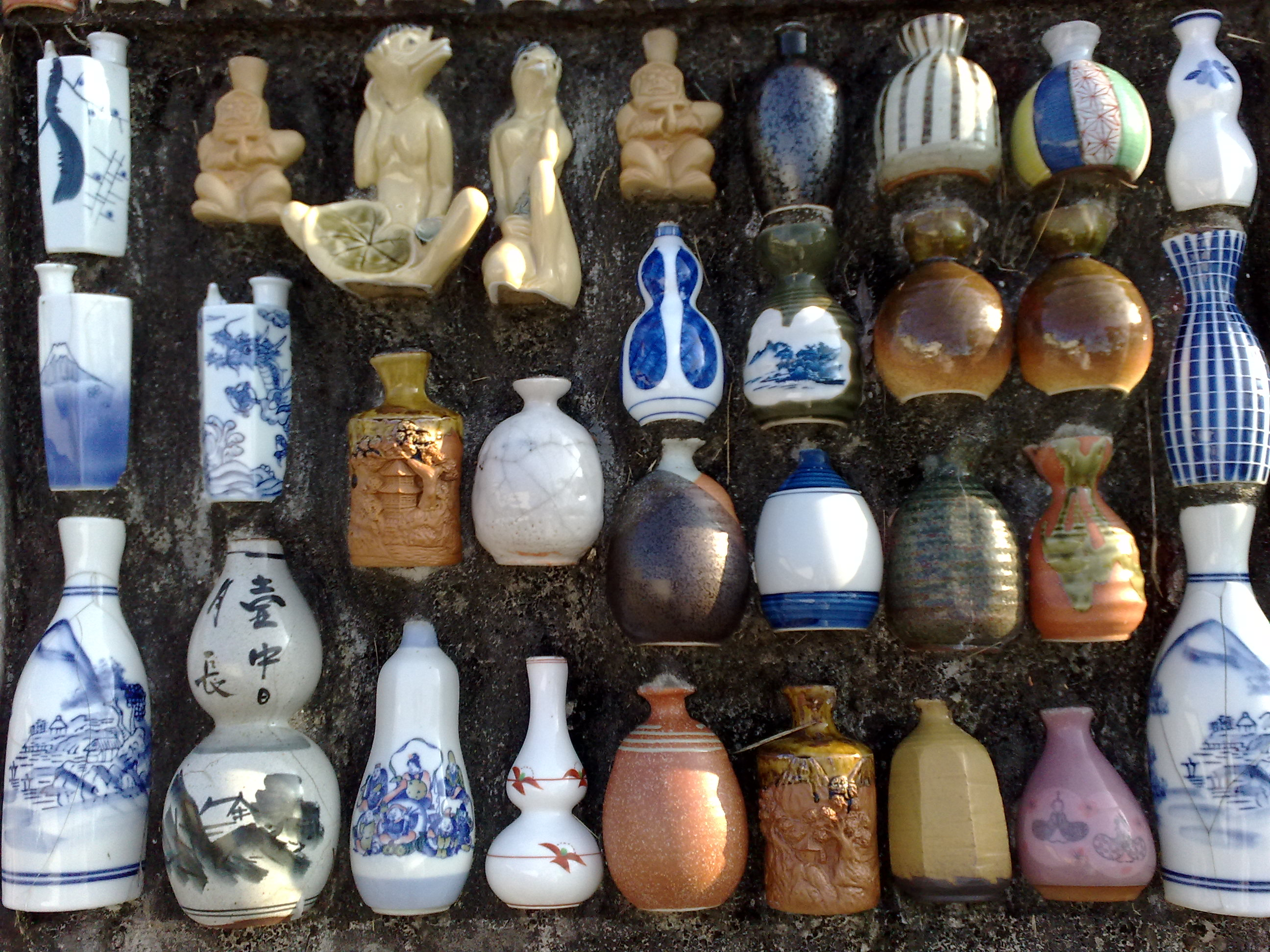
Różne rodzaje tokkuri

Sake może być podawana w różnych temperaturach, od 5 °C do 55 °C. Jest m.in. sake bardzo zimna ok. 5 °C (yuki-hie 雪冷え), letnia (nurukan ぬる燗), w temperaturze ludzkiego ciała, czy gorąca ok. 50 °C (atsukan 熱燗). 
Tradycyjnie pije się sake podgrzaną do 42–45 °C. Dojrzałe, leżakowane rodzaje są smaczniejsze jako ciepłe. Niższe temperatury (35–40 °C) są rekomendowane dla rodzajów o łagodnym, delikatnym smaku. Sake o aromacie owocowym i niepasteryzowane (nama-zake) powinny być podawane po schłodzeniu do 10 °C, w lecie z lodem.
Sake w lokalach podaje się w specjalnych naczyniach o różnym kształcie o nazwie tokkuri lub tokuri (徳利), swego rodzaju karafkach (dzbanuszkach bez ucha), z wąską szyjką, z którego przelewa się ją następnie każdemu z gości do niewielkiej czarki o nazwie choko lub choku. Słowo to występuje jednak często wraz z przedrostkiem grzecznościowym w postaci o-choko (御猪口).
Gui-nomi (ぐい呑) jest czarką, często wykonaną z grubej ceramiki, większą i głębszą od choko, co pozwala entuzjastom sake na dwa, trzy łyki po jednym nalaniu i jest wygodne do picia przy posiłku. 
Przy specjalnych okazjach i w czasie uroczystości pije się sake z ceremonialnych czarek zwanych sakazuki (杯). Innym rodzajem naczynia do sake jest małe, drewniane pudełeczko masu (枡). Tradycyjnie wykonane z drewna hinoki (Chamaecyparis obtusa) lub sugi (Cryptomeria japonica). Pojemność masu wynosi 180 ml i napełnia się je po brzegi. W przeszłości były one różnej wielkości i służyły jako miarki.
Sake – podobnie, jak mirin – może być dodawana do potraw kuchni japońskiej (także zachodniej) w celu wzbogacenia smaku.
Sake można pić na zimno (także z lodem) i na gorąco. Zalecana temperatura zależy od rodzaju sake i intencji producenta. Jest używana jako składnik koktajli alkoholowych i bezalkoholowych, jak np. Classic Sake-tini, Pineapple Sake-tini, Wasabi Mary.

## Etykieta przy piciu sake
Przy piciu sake obowiązuje ścisła etykieta – zwłaszcza w czasie przyjęć i spotkań ceremonialnych, oficjalnych – dotycząca sposobów nalewania, podawania naczyń, podziękowań itp. Szczegóły przedstawione są na filmie w Sake School Online, w sekcji poniżej „Zobacz też”. Należy jednak pamiętać o podstawowych zasadach:
- nalewając, trzyma się tokkuri w prawym ręku, podtrzymując naczynie od spodu lewą ręką (samemu sobie się nie nalewa). Nalewając z butelki, nie należy zasłaniać nalepki. W Japonii podaje się i odbiera przedmioty, czy prezenty wyłącznie dwoma rękoma;
- w trakcie nalewania tokkuri nie może dotykać o-choko;
- podstawiając o-choko do nalewania, trzyma się je w palcach jednej dłoni, również podtrzymując od spodu drugą dłonią;
- o-choko napełnia się do 70-80% pojemności;
- kończąc nalewanie, należy obrócić tokkuri zgodnie z ruchem wskazówek zegara, aby zapobiec kapaniu alkoholu;
- nie wypija się jednym łykiem, pije się powoli, sącząc trunek do ust kilka razy;
- odmawiając kolejnego nalania, nakrywa się o-choko dłonią, nie dotykając naczynka;
- wznosząc toast, podnosi się o-choko jedną ręką na wysokość oczu i mówi: „Kanpai!”[60]

## Rytuały, zwyczaje, tradycja

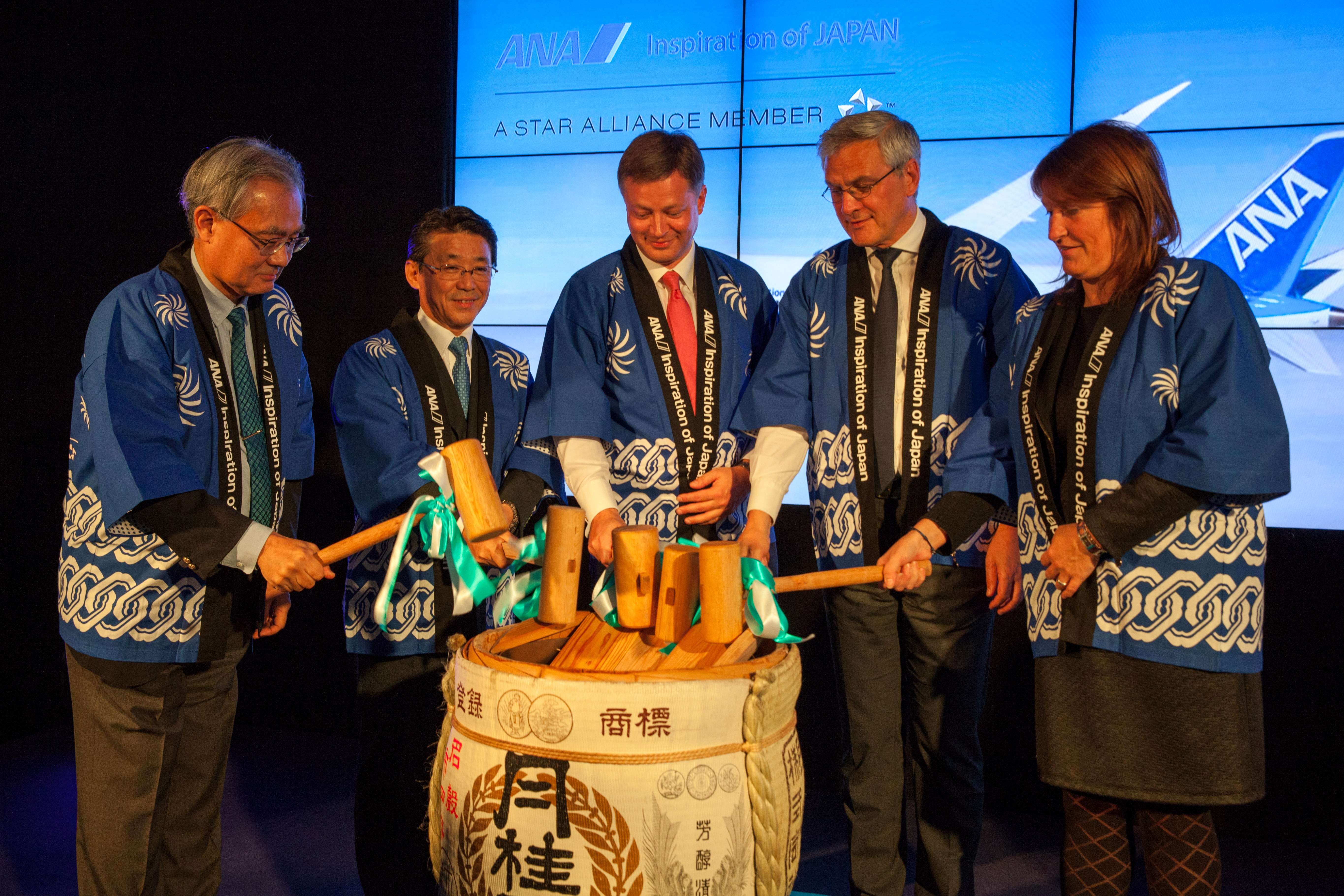
Ceremonia kagami-biraki z okazji otwarcia połączenia lotniczego linii ANA do Brukseli

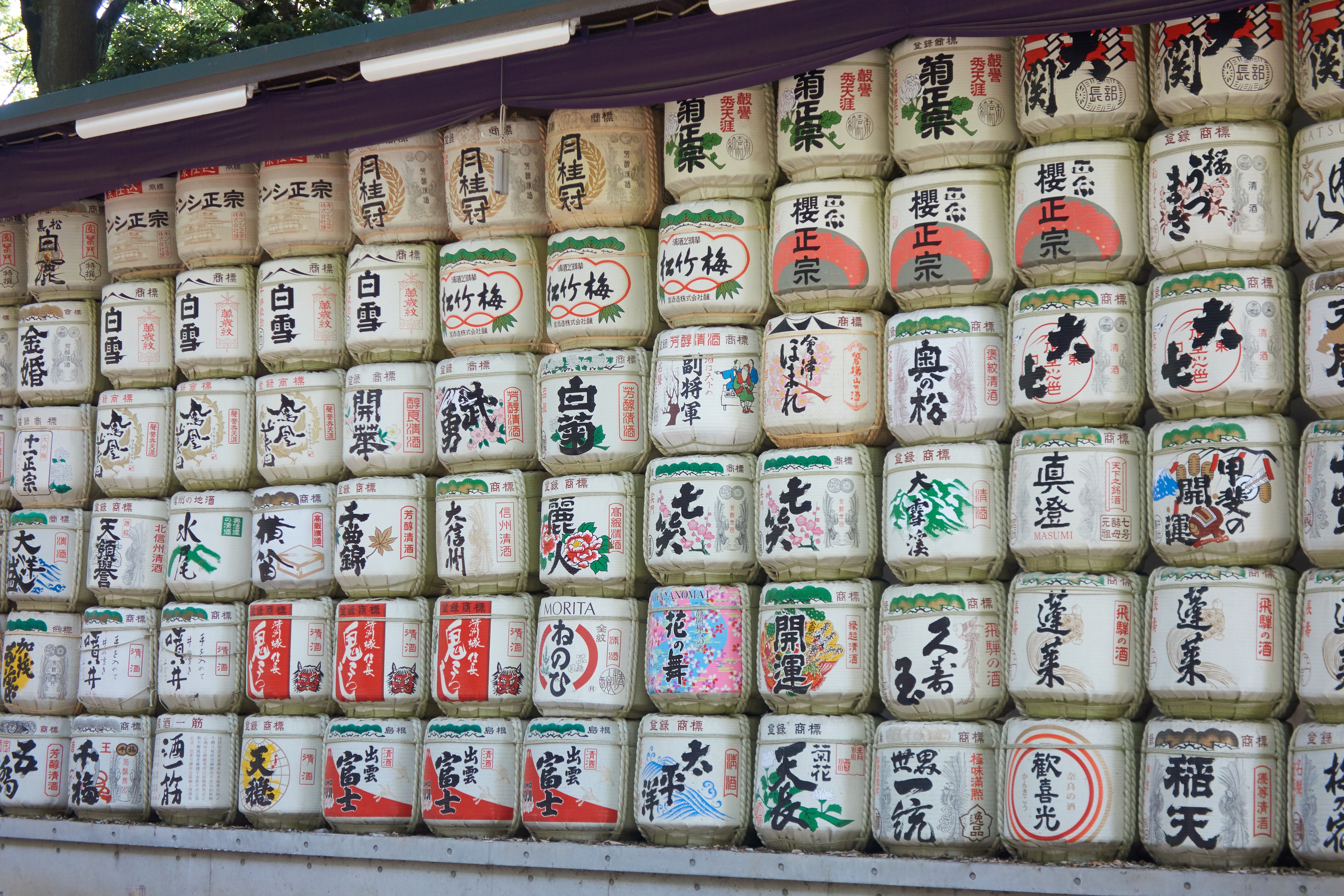
Puste beczki do sakeofiarowane dla chramu Meiji-jingū w Tokio

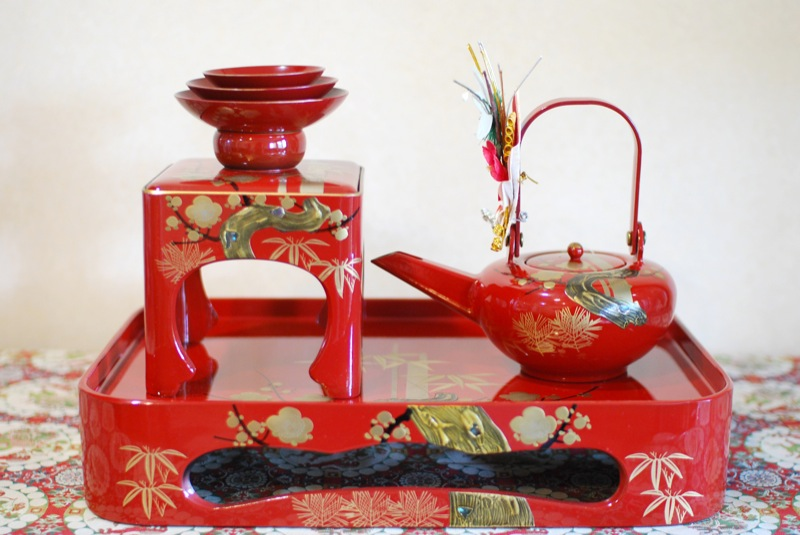
Zestaw do picia toso, po prawej chōshi

W dniu 1 października obchodzony jest od 1978 roku Dzień Sake czyli Nihon-shu no Hi (日本酒の日), który znajduje często swoją kontynuację na następne dni w licznych festiwalach i imprezach na terenie całego kraju.
Dwanaście znaków chińskiego zodiaku, reprezentowanych przez zwierzęta, tradycyjnie oznacza w Japonii dwanaście miesięcy roku. Dziesiąty symbol, tori, czyli „kogut”, przypada na październik. Pisemna forma tego znaku to 酉 i jest on elementem znaków bardziej złożonych, w tym znaku oznaczającego słowo „sake” 酒. Październik to także miesiąc, gdy ryż jest zbierany i kiedy zaczyna się proces produkcyjny sake. Z tego właśnie powodu pierwszy dzień października został wyznaczony jako Dzień Sake.
Popularnym symbolem kojarzącym się z sake jest kula robiona z liści kryptomerii japońskiej zwana sugitama (杉玉). Kiedyś wieszano je przed wejściami do wytwórni, gdy rozpoczynano produkcję nowej sake. Początkowo liście są zielone, lecz z czasem brązowieją, co symbolizuje dojrzewanie sake.
W czasie uroczystości shintō, ceremonii świeckich (np. wyborów parlamentarnych), obchodzenia Nowego Roku, świętowania zwycięstw sportowych, przyjęć, czy ślubów, otwierane zostają beczki sake do wspólnego poczęstunku. Ceremonia ta, zwana kagami-biraki (鏡開き), ma przynosić szczęście. Została ona zapoczątkowana przez sioguna z rodu Tokugawa, Ietsunę (1641–1680), który rozkazał otworzyć beczkę sake przed ważną bitwą, aby przyniosło to powodzenie jego armii. Bitwa okazała się zwycięską, a ceremonia stała się popularnym zwyczajem. 
Sake pita podczas uroczystości nazywa się świąteczną, czyli iwai-zake (祝い酒). W Nowy Rok pije się specjalny gatunek sake świątecznej o nazwie toso (屠蘇) lub o-toso (お屠蘇). Jest ona wytwarzana przez moczenie w sake chińskiej mieszanki przypraw zwanej tososan (屠蘇散). Małą ilość toso podaje się również dzieciom.
O-toso pochodzi z Chin i pierwotnie zawierała mieszaninę ośmiu ziół. Z biegiem lat niektóre składniki zmieniły się. Zwyczaj ten przyjął się w IX wieku, w okresie Heian, podczas panowania cesarza Saga. W okresie Edo (1603–1868) upowszechnił się, a zmieniając się w ciągu stuleci przybrał obecną formę picia z trzech czarek pokrytych czerwoną laką, o różnej wielkości. Sake nie jest nalewana z tokkuri, ale z naczynia przypominającego czajniczek do herbaty o nazwie chōshi (銚子) lub hisage (提子). Uważa się, że picie o-toso zapobiega chorobom w rodzinie.
Inne, wybrane święta japońskie, w czasie których pije się sake:
- Hina-matsuri (雛祭) – Święto Lalek, Święto Dziewcząt, obchodzone w Japonii w dniu 3 marca. W przeszłości zwane Momo-no-Sekku, Festiwalem Brzoskwiń. Pije się wówczas toast brzoskwiniową sake (momo-zake) za pomyślność dziewcząt, aby wyrosły na zdrowych dorosłych. W ostatnich latach zyskują na popularności shiro-zake (biała sake) i ama-zake;
- Kodomo-no-Hi (こどもの日) – od 1948 roku Święto Dziecka, zwane w przeszłości Świętem Chłopców (Tango-no-Sekku), obchodzone w dniu 5 maja. W domach, gdzie mieszkają chłopcy m.in. wywiesza się na masztach koi-nobori, proporce w kształcie karpia, a pije shōbu-zake, czyli sake z płatkami irysów;
- w dniu 30 czerwca pije się natsugoshi-no-sake, aby usunąć „nieczystości” nagromadzone w pierwszej połowie roku. Rolnicy japońscy mają wówczas tradycyjną przerwę po zakończeniu sadzenia ryżu na swoich polach. Piją sake, życząc sobie łagodnego lata i obfitych zbiorów jesienią;
- Chōyō-no-Sekku (重陽の節句) lub Kiku-no-Sekku (菊の節句) – Festiwal Chryzantem (9 września, według dawnego kalendarza księżycowego był to 9. dzień 9. miesiąca). W Chinach, skąd zwyczaj ten pochodzi, wierzono, że wspinaczka na wzniesienie i picie wina chryzantemowego tego dnia pozwoli uniknąć niepowodzeń. W Japonii tradycja ta nie jest już przestrzegana, ale zwyczaj picia sake przyozdobionej kwiatem chryzantemy nadal istnieje;
- Seijin-no-Hi (成人の日) – Dzień Dorosłych (Dzień Dojrzałości) obchodzony w drugi poniedziałek stycznia. W Japonii można pić legalnie alkohol po ukończeniu 20 lat. Wtedy właśnie młoda osoba jest traktowana już jako dorosła. Święto to ma swój początek w starożytnej ceremonii genpuku. Synowie rodzin arystokratycznych i samurajskich w wieku od 11 do 17 lat otrzymywali wówczas swoje pierwsze, już dla dorosłych: ubranie, uczesanie i imię;
- Yukimi-zake (雪見酒) – sake pita w trakcie podziwiania śnieżnego krajobrazu. Elegancki zwyczaj pochodzący z X wieku.

Zgodnie z tradycyjną symboliką japońską, brzoskwinie, irysy i chryzantemy posiadają moc odpędzania nieszczęść oraz poprawiania zdrowia i witalności. Z tego powodu ceremonialne picie różnych rodzajów sake w powiązaniu z nimi jest kontynuowane w zgodzie z rytmem pór roku i utrzymaniem zwyczajów.